# 鐘聲慈善社
鐘聲慈善社（英語：Chung Sing Benevolent Society）是香港一間慈善機構，初時主要研習粤劇及音樂劇藝，後來發展成為服務多元化及受到香港政府資助的非牟利慈善團體，提供教育、醫療、安老、閱覽中心、救護隊、拯溺會及童軍旅團等社區服務。

## 歷史

### 1910-1930年代
鐘聲慈善社於1915年建立，乃由陳紹棠、錢廣仁、李善卿和何澤民（即何大傻）等四位香港著名的音樂及粵劇界前輩倡辦。初時以研習音樂劇藝而命名為鐘聲劇社，4人粉墨登場，演唱於省港澳各地，旨在發揚中華民族固有道德文化，并為東華醫院及廣州普濟三院義演籌款。
至1919年擴大組織並擬訂社章，正名為鐘聲慈善社，呈奉華民政務司署批准立案，公推著名紳商曾富為首屆社長。除音體劇藝外，更致力作育英才，先後在港九兩地開辦四間義學。當時，國內頻仍發生天災戰亂，該社發起多次大規模籌賑行動。
該社每年舉辦一至兩次常規籌款活動，有別於一般的義唱、義演，他們的籌款活動常稱為「慈善遊藝大會」，包括多種類型的演藝表演，除了粵曲、粵劇亦有西樂、話劇。
1910-30年代該社聚集了不少音樂人才，社名屢見於論述該時期音樂發展的著作。學者容世誠在研究錢廣仁所創立的華資唱片公司「新月留聲機唱片公司」時，注意到鐘聲慈善社與新月唱片、上海精武體育會的音樂部關係密切。鐘聲不少社員，如劇務副主任兼評議員梁金堂（亦是音樂部的撰曲能手）、學務部的鄧頌角、副司理鮑少莊（筆名中山鄉里）、西樂導師高容升，都任職於新月唱片；幹事何柳堂、幹事丘鶴儔、評議員蔡雲菴，曾為新月灌錄唱片。錢廣仁亦加入了精武體育會，他和新月唱片多位樂師與精武體育會音樂部主任陳鐵生份屬好友，新月的第二期唱片正是受精武體育會之邀訪遊上海期間在當地灌錄。對粵樂革新影響深遠的作曲家兼樂師呂文成旅居上海期間，也是精武體育會音樂部的成員，據掌故專家魯金、學者吳贛伯，鐘聲音樂部成員何柳堂、林粹甫、梁金堂等人常將自己創作的樂曲寄給呂文成修訂，三人曾於1925年及1930年兩度代表鐘聲邀請呂文成到香港參與遊藝大會的義演，後來呂文成定居香港。

### 1940年代以來
直至太平洋戰爭爆發，香港淪陷導致該社社務幾乎全部停頓，四間義學同遭解散破壞，但留港同人仍義務維持開放鐘聲泳場。大戰結束後，該社同人隨即重整社務，發展泳場工作，組織冬泳團及各類球隊，並舉辦各項水上活動。每年端午節在泳場舉行盛大龍舟競渡大會，歷屆港督均到場主持頒獎。同時亦復辦義學，又組織聖約翰救傷隊男、女兩支隊及拯溺會。戰後人民生活普遍艱苦，該社設立貧民贈藥處、施棺助殮、冬賑寒衣棉被、緊急救濟火災災民，並免息貸建木屋，用以供災民安身等。

## 歷任社長
歷任社長包括曾兆榮（曾富）、黃廣田、陳廉伯、鄭植之和顏玉瑩等。

## 服務

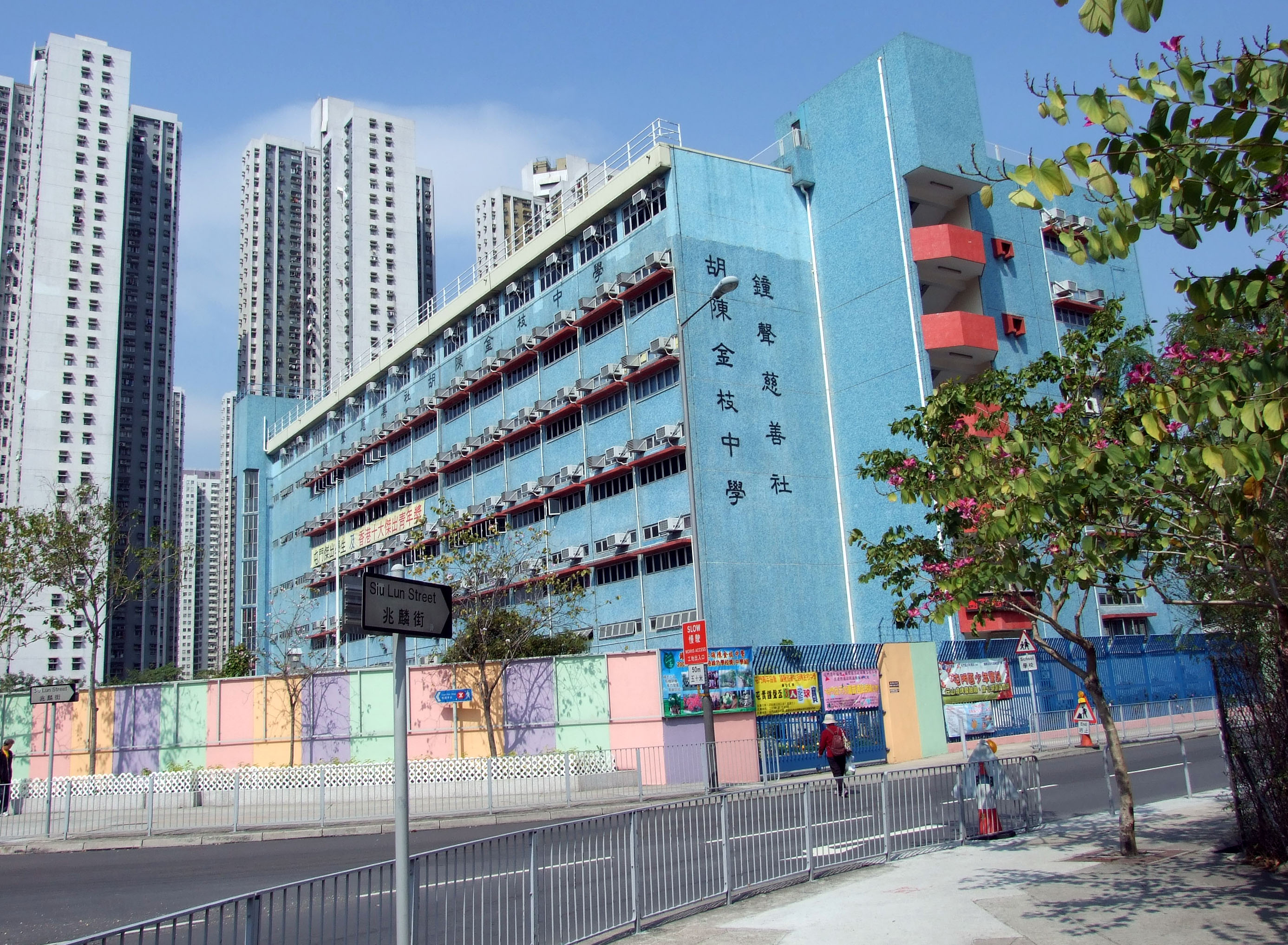
鐘聲慈善社胡陳金枝中學

### 安老
鐘聲慈善社先後在九龍、新界各區開辦安老院、長者日間護理中心、長者鄰舍中心及長者服務中心。
- 劉梅軒安老院
- 蔡裕輝老人日間護理中心
- 田家炳老人日間護理中心
- 方王換娣長者鄰舍中心
- 胡陳金枝長者鄰舍中心
- 陳守仁長者鄰舍中心
- 顏劉崑珠社會服務中心

### 教育
鐘聲慈善社於1947年在香港島上環創辦小學日校，翌年創辦中學部。1956年於西環建成新校舍，直到1989年始遷入屯門區，更名鐘聲慈善社胡陳金枝中學。
鐘聲慈善社亦設有鐘聲慈善社助學教育基金幫助有困難的學生和家庭，每年都會舉辦綜合表演晚會感謝各界的支持。

### 鐘聲泳棚
鐘聲泳棚初設於現時堅尼地城巴士總站的位置，每年於端午節舉辦龍舟競渡，由時任港督頒獎。其後搬遷到金銀泳棚西側置地宿舍對開的海面。鐘聲泳棚是公開的，是用竹搭成的一所棚屋，而從山腰直達海邊的一段斜坡斜路，亦是用竹搭建而成的竹棚路。

### 鐘聲拯溺會
鐘聲拯溺會於1953年創立，原名鐘聲拯溺同學會，附屬於鐘聲慈善社。早年的訓練基地是位處現在的西環一帶的鐘聲泳棚。鐘聲拯溺會經常提供義務當值的救生工作以及進行拯溺訓練。1960至1970年代最普遍的服務為遊河更，即應不同工商團體的要求派出合適的會員於船上當值。

## 相集

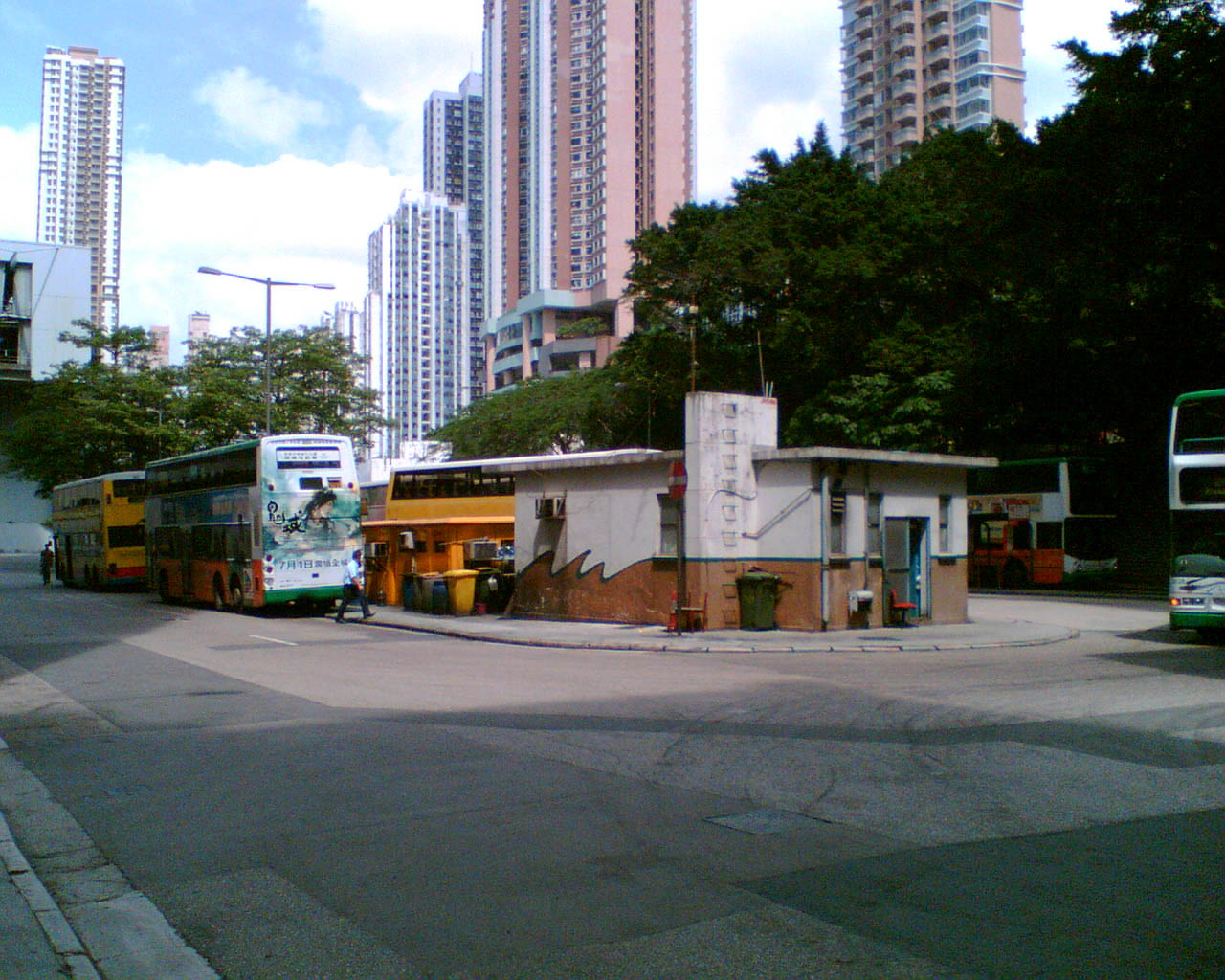
堅尼地城巴士總站填海前是「鐘聲泳場」舊址
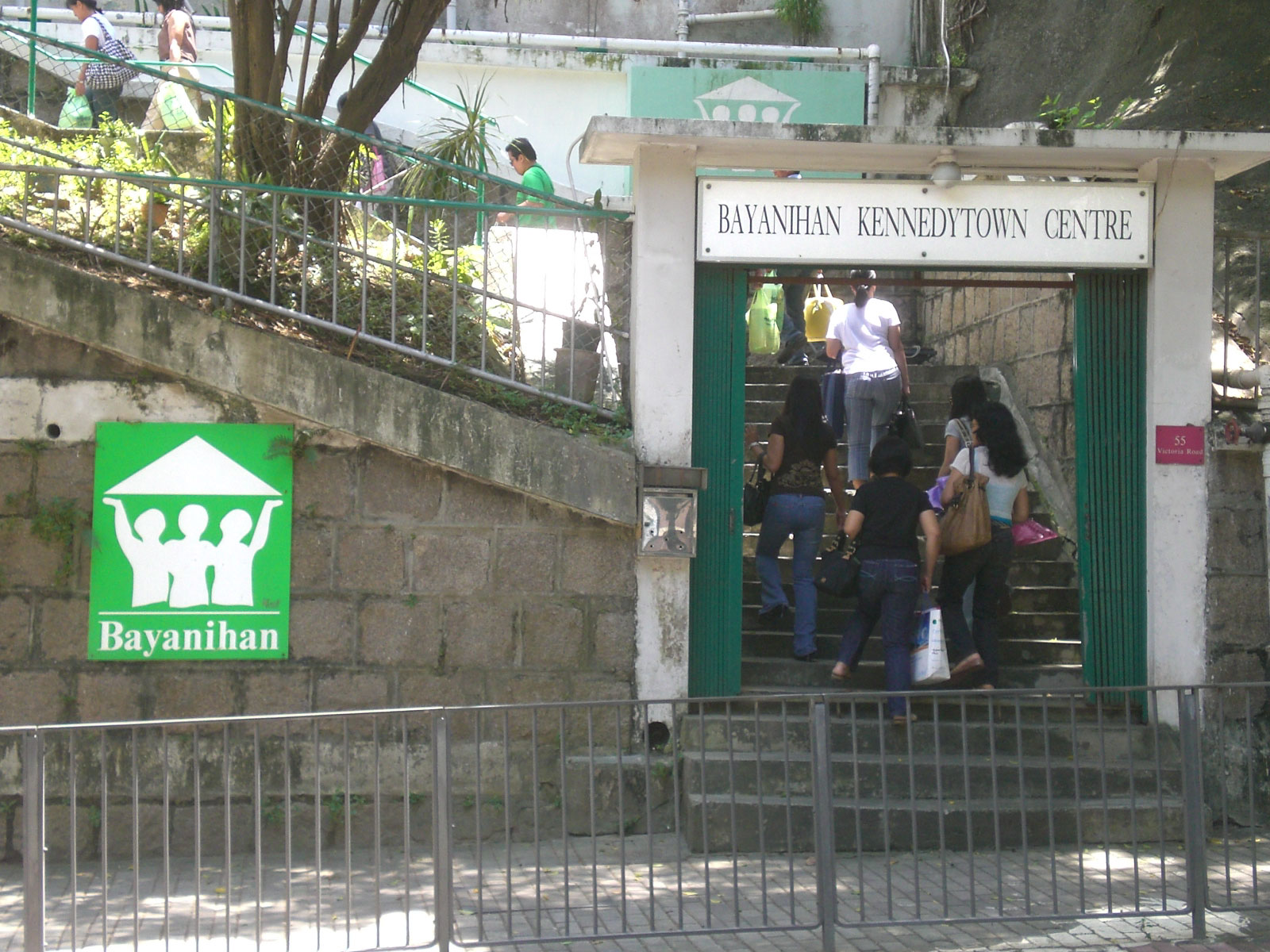
位於域多利道的「Bayanihan KennedyTown Centre」是「鐘聲學校」的舊校舍